# 田中敬孝
田中 敬孝（たなか よしたか、1899年（明治32年） - 1985年（昭和60年）3月6日）は、日本のサッカー指導者。広島県広島市翠町（現・南区翠町）出身。 息子は東洋工業や日本代表でもプレーした田中雍和。
戦前における「サッカー王国広島」の歴史を拓いた人物である。

## 来歴・人物
旧制広島中学（現広島県立広島国泰寺高等学校）在学中の1914年（大正3年）同校に初めて蹴球部（サッカー部）が出来て入部。それまでは同好会的なものだった。田中はレフトウイングで、後に日本サッカー協会会長となる野津謙もサッカー部の同期でフルバック、広島カープの設立で知られる谷川昇も同期でハーフセンターだった。サッカー部の一年上が関西学院大学体育会サッカー部創設者・平田一三 と山口高等学校 (再興山高)サッカー部創設者・武田邦次郎。慶應義塾体育会ソッカー部創設者・深山静夫は1年下となる。
1916年（大正5年）卒業後広島高等師範学校（現広島大学）に進学。サッカー部の主将を務めた。
1919年（大正8年）1月26日、第一次世界大戦後似島検疫所内に収容されたドイツ人捕虜との交流の一環として、母校広島高師グラウンドでサッカーの試合が行われた。この試合は旧制中学数校で結成された合同チーム、広島県師、広島高師、の3チームが捕虜チームとそれぞれ対戦し、高師0-5、県師0-6とそれぞれ捕虜チームに大敗した（合同チームも負けたがスコア不明）。高師の主将だった田中もこの試合に出場、ドイツ人の技術の高さに驚き、ボールに触れなかった、ヒールキック、サイドキックを初めて見たと後に回想している。田中は試合後、陸軍の許可を受けドイツ人捕虜からサッカーを教わるため、毎週日曜日には小船に乗って似島に渡り捕虜収容所に足繁く通い、捕虜チームキャプテンのカール・F・グラーザー（Karl F Glaser）達からサッカーを教わった。 また、日本にバウムクーヘンを伝来させ、老舗洋菓子店「ユーハイム」を創業したカール・ユーハイムは、このドイツ人捕虜チームの一員であった。
1920年（大正9年）卒業後、母校広島中学の英語教師に赴任し、サッカー部を指導。同年、広島中学は神戸高商主催の関西中等大会に出場、3年連続で決勝に進出し1921年（大正10年）には全国中等学校蹴球選手権大会（現在の全国高校サッカー選手権）を四連覇中だった御影師範を決勝で下したばかりか、野津の手引きで実現した 日本サッカー史上初めての選抜チーム・サッカー日本代表（全関東蹴球団）にも練習試合で勝利した。神戸高商主催大会では1922年（大正11年）にも御影師範や神戸一中などを下して優勝。 後に、広島中学/広島一中のOBチームである鯉城蹴球団は、草創期のア式蹴球全国優勝大会（現在の天皇杯）を1924年（大正13年）第4回、1925年第5回大会と連覇するが、主力は香川幸ら田中の教え子であった。 ドイツ人からサッカーを教わった田中の指導は評判となって指導依頼が届き、広島市内の学校だけではなく、先の神戸一中や姫路師範や御影師範、八幡商業など関西の学校にも指導して周り最新の技術を伝授した。これらは関西のサッカーレベル向上に貢献し、また西日本一円にも影響を及ぼした。
ただ在籍2年で教職を退き、京都帝国大学（京都大学）経済学部に進学している。以降の来歴は不明。
晩年は広島貿易取締役会長などを務めた。また1977年『広島一中国泰寺高百年史』編集時には編集委員長を務めるなど、国泰寺高校同窓会発展に貢献した。
1985年3月6日没。